# Hedvig Eleonora Ruuth
Hedvig Eleonora Ruuth, född Modée 1774 i Karlskrona, Blekinge län, död 3 mars 1823 i Kristianstad, Kristianstads län, var en svensk grevinna och hovdam.

## Biografi
Hedvig Eleonora Ruuth föddes 1774 i Karlskrona och döptes 12 juli samma år. Hon var dotter till överståthållaren Carl Vilhelm Modée och grevinnan Ebba Ulrika Sparre af Söfdeborg. Ruuth var hovfröken hos hertiginnan Hedvig Elisabet Charlotta och statsfru hos henne som drottning från 1809. Hon avled 1823 i Kristianstad.

### Familj
Ruuth gifte sig 17 april 1798 på Stockholms slott med sin kusin, hovmarskalken, greve Gustaf Erik Ruuth (1769–1841). De fick tillsammans barnen löjtnanten Erik Vilhelm Ruuth (1799–1860), kommendören Edvard Ruuth (1802–1866) Ebba Fredrika Charlotta Ruuth (1802–1887) som var gift med presidenten Casper Wilhelm Michael Ehrenborgh, underlöjtnanten Erik Fritz Emil Ruuth (1804–1877) och Erik Carl Ludvig Ruuth (1807–1808).